# Panorama (NDR)
Panorama este cea mai veche emisiune TV, magazin politic german. Ea a fost produsă din iunie 1961 de postul NDR. Panorama este transmisă la fiecare 3 săptămâni alternativ cu emisiunile Monitor și Kontraste. Moderatoarea actuală a emisiunii este Anja Reschke.

## Istoric
Emisiunea a fost inițiată în 1961 de Rüdiger Proske, ea a urmat exemplul emisiunii Panorama transmisă de postul britanic BBC. Deja primele emisiuni a postului NDR, au trezit interesul telespectatorilor din Germania. Printre cei care au contribuit la realizarea emisiunilor se numără Klaus Wildenhahn, Kirsten Wedemann, Peter Merseburger și Stefan Aust. Panorama a contribuit la cristalizarea concepției germane despre holocaust, la combaterea rasismului, radicalismului, abuzurilor, consumului de stupefiante, la clarificarea unor cazuri de corupție  sau scandaluri politice.

## Moderatori
| - Gert von Paczensky - Rolf Menzel - Joachim Besser - Rüdiger Proske - Jürgen Neven-Dumont - Werner Baecker - Manfred Jenke - Walter Menningen - Guido Schütte - Dietrich Koch | - Eugen Kogon - Joachim Fest - Peter Merseburger - Gerhard Bott - Ulrich Happel - Winfried Scharlau - Peter Gatter - Joachim Wagner - Patricia Schlesinger - Anja Reschke |